# Crotalus armstrongi
Espèce
Synonymes
- Crotalus triseriatus armstrongi Campbell, 1979

Crotalus armstrongi est une espèce de serpents de la famille des Viperidae. 

## Description
C'est un serpent venimeux et vivipare.

## Répartition
Cette espèce est endémique du Mexique. Elle se rencontre au Jalisco et au Nayarit.

## Taxinomie
Cette espèce a été décrite — et est toujours considérée comme telle par certaines classifications — comme une sous-espèce de Crotalus triseriatus sous le nom de Crotalus triseriatus armstrongi. Elle a été élevée au rang d'espèce en 2014.

## Étymologie
Cette espèce est nommée en l'honneur de Barry L. Armstrong.

## Publication originale
- Campbell, 1979 : A New Rattlesnake (Reptilia, Serpentes, Viperidae) from Jalisco, Mexico. Transactions of the Kansas Academy of Science, vol. 81, no 4, p. 365-369.